# 3. ŽNL Osječko-baranjska NS Đakovo 2010./11.
Prvenstvo se igralo dvokružno. Ligu i plasman u 2. ŽNL Osječko-baranjsku NS Đakovo je osvojio Slavonac Preslatinci.

## Tablica
| mj.                                           | klub                      | ut.                               | pob.                              | ner.                              | por.                              | gol+                              | gol-                              | bod                               |
| --------------------------------------------- | ------------------------- | --------------------------------- | --------------------------------- | --------------------------------- | --------------------------------- | --------------------------------- | --------------------------------- | --------------------------------- |
| 1.                                            | Slavonac Preslatinci      | 19                                | 13                                | 5                                 | 1                                 | 54                                | 27                                | 44                                |
| 2.                                            | Slavonac Đurđanci         | 19                                | 12                                | 0                                 | 7                                 | 49                                | 49                                | 36                                |
| 3.                                            | Naprijed Mrzović          | 19                                | 10                                | 4                                 | 5                                 | 66                                | 36                                | 34                                |
| 4.                                            | Zrinski Drenje            | 19                                | 9                                 | 4                                 | 6                                 | 49                                | 36                                | 31                                |
| 5.                                            | Mladost Mandićevac        | 19                                | 9                                 | 2                                 | 8                                 | 32                                | 33                                | 29                                |
| 6.                                            | Mladost Lapovci           | 19                                | 8                                 | 2                                 | 9                                 | 42                                | 45                                | 26                                |
| 7.                                            | Labrador Forkuševci       | 19                                | 8                                 | 2                                 | 9                                 | 45                                | 54                                | 26                                |
| 8.                                            | Kućanci Kućanci Đakovački | 19                                | 6                                 | 2                                 | 11                                | 40                                | 47                                | 20                                |
| 9.                                            | Radnik Vrbica             | 19                                | 6                                 | 1                                 | 12                                | 40                                | 47                                | 19                                |
| 10.                                           | Vučevci                   | 19                                | 5                                 | 2                                 | 12                                | 38                                | 63                                | 17                                |
| 11.                                           | Budućnost Gorjani         | 10                                | 2                                 | 0                                 | 8                                 | 14                                | 32                                | 6                                 |
|                                               | Dilj Levanjska Varoš      | odustali prije početka natjecanja | odustali prije početka natjecanja | odustali prije početka natjecanja | odustali prije početka natjecanja | odustali prije početka natjecanja | odustali prije početka natjecanja | odustali prije početka natjecanja |
|                                               |                           |                                   |                                   |                                   |                                   |                                   |                                   |                                   |
| Budućnost Gorjani odustala tokom zimske pauze |                           |                                   |                                   |                                   |                                   |                                   |                                   |                                   |